# Île Gable
Pour les articles homonymes, voir Gable.
L'île Gable (en espagnol : Isla Gable) est une île argentine située au sud de la Terre de Feu dans le canal Beagle. L’île, longue de 8 km et large de 4 km environ, est séparée de la grande île de la Terre de Feu par le passage Remolcador Guarani (large de 300 m) et de l’île Navarino par le passage Mac-Kinlay (large d'1,5 km). 
L’île était nommée Wala ou Ualla (« boisée ») par les Amérindiens Yamanas qui la peuplaient jusqu’au début du XXe siècle. En 1833, les explorateurs britanniques la nomment Gable (en anglais : pignon) en raison des falaises de sa côte ouest qui ressemblent à des pignons de toit (Gable roof),. En septembre 1882, l'expédition française de La Romanche, commandée par Louis-Ferdinand Martial, cartographie précisément l'île.
De forme irrégulière, ses côtes sablonneuses par endroits se prolongent pour former des baies et criques. Le couvert végétal de l'île est principalement constitué de forêts magellaniques subpolaires. Des drumlins de la dernière période glaciaire dominent la topographie et ont permis la formation de plusieurs petits lagons sur les côtes de l'île. 

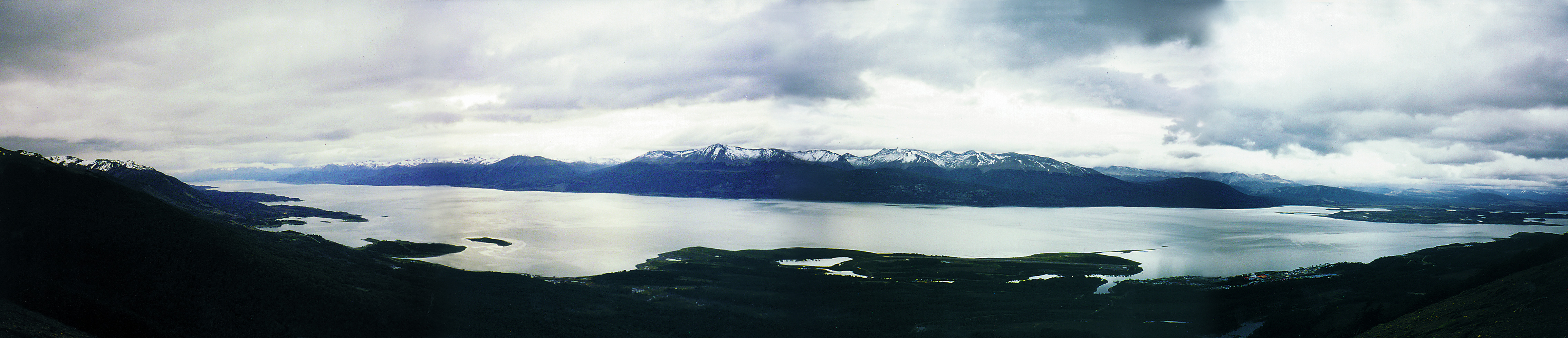
Vue de l'île Gable (à droite) dans le canal Beagle depuis les hauteurs de Puerto Williams.

L'île est, depuis 1886, propriété de l'Estancia Haberton.